# 수말당초
수말당초(隋末唐初) 또는 수당교체기(隋唐交替期)는 중세 중국 역사의 혼란기로, 양제의 폭정으로 수나라에 망조가 들고 당나라에 의해 재통일될 때까지 군웅들이 난립한 시기를 말한다. 양제의 세 번째 고구려 원정이 실패한 613년에서 당 태종 이세민이 양사도의 세력을 평정한 628년까지 약 15년간으로 여겨진다.

## 배경: 고구려 원정 실패
589년 중국을 재통일한 수 황조는 611년까지 20년간 평화(개황의 치)를 구가했다. 내부적으로 안정된 수조는 외부 세력인 동돌궐과 고구려와 충돌했다. 돌궐의 야미 카간(계민가한)은 수에 복속했지만 고구려는 598년 수 문제의 원정을 격퇴시키고(제1차 여수전쟁) 계속 복속을 거부했다. 604년 즉위한 수 양제는 610년 고구려 영양왕이 입조를 거부하자 재원정을 결심했다.
하지만 고구려 원정은 병참 준비단계부터 차질을 빚기 시작했다. 너무 많은 인력을 동원했기에 그에 필요한 군수품의 양도 막대했고, 함대 건조 역시 큰 부담이었다. 오늘날의 북경 근교인 탁군(涿郡)에 병참본부를 두었는데, 전국의 인력과 물자를 탁군으로 징발하여 농업 경작 주기가 어지럽혀지고, 그 물자를 탁군까지 운반하는 인부들 가운데 사망자가 빈발했다. 그 결과 611년부터 화북 지역에서 징병에 거부하는 농민들이 민란을 일으키기 시작했다. 이 때 민란 지도자는 왕박(王薄), 유패도(劉霸道) 등이었다. 양제는 이 민란들을 대수롭지 않게 여겼지만 지방 민병대로는 민란을 진압할 수 없었다.
양제는 612년 요하를 건너 그해 봄 고구려 영토에 진입했다(제2차 여수전쟁). 양제는 몸소 군사를 이끌고 요동의 중심거점인 요동성을 공략하는 한편, 우중문과 우문술에게 별동대를 맡겨 고구려의 수도 평양성 앞에서 수군대총관 내호아의 해군과 합류, 평양성을 직접 타격하도록 했다. 하지만 양제는 요동성을 함락시키지 못했고, 우중문 별동대는 살수 전투에서 고구려의 을지문덕에게 참패를 당했다. 612년 가을, 양제는 원정을 중단하고 후퇴했다. 이 원정에서 수나라군 30만 명이 사망했다.
양제는 613년 재차 고구려 침공을 계획했다(제3차 여수전쟁). 각지의 민란은 더 많아지고 더욱 심각해졌다. 이번에도 양제는 몸소 요동성을 공성하고, 우문술과 양의신에게 별동대를 맡겨 평양을 타격하게 했다. 그런데 후방에서 병참을 담당하던 양현감이 반란을 일으켜 낙양성을 공격했다(양현감의 난). 이 소식을 들은 양제는 군을 물리고 우문술과 굴돌통을 앞세워 보내 양현감의 난을 진압했다. 양제는 양현감의 난에 연루되거나 그런 의혹이 있는 자들에게 가혹한 복수를 했지만 그래도 반란의 기미는 잦아들지 않았다.
그래도 양제는 614년 다시 고구려 침공을 계획했다(제4차 여수전쟁). 내호아가 비사성을 함락시키고 평양성으로의 진격로가 열리는 등 그나마 성과를 거둔 원정이었으나, 고구려 측에서 이전 전쟁 때 고구려에 항복해온 양현감의 동료 곡사정을 송환하면서 형식적으로 항복했다. 이에 양제는 군사를 물리고 고구려에 조공 입조를 할 것을 요구했으나 고구려는 이를 무시했다. 그러자 양제는 다시 침공을 계획했으나 실현에 옮기지 못한다.
615년 가을 양제가 황후 소씨와 함께 북방을 순행하고 있던 와중 야미 카간의 아들 시비 카간(시필가한)이 안문군을 기습했다. 시비 카간의 아내 의안공주가 몰래 연통을 띄어 이 소식을 알게 된 순행단은 오늘날의 산서성 대현의 안문성으로 피신했다. 우세기가 양제에게 병사들에게 고구려 원정 포기를 약속하여 사기를 올리라고 진언했다. 양제가 그에 따르자 공성이 벌어지던 안문군으로 지원군들이 몰려왔다. 한편 소위가 자기 누이인 황후 소씨에게 의안공주에게 도움을 청하라 일렀고 황후가 그에 따라 의안공주가 남편 시비 카간에게 북방에서 공격을 받고 있다는 거짓 정보를 보내게 했다. 이 소식과 더불어 중국군이 증원된 형세를 본 시비 카간은 공성을 그만두고 후퇴했다. 양제는 이후 소위와 우문술의 말을 듣고 병사들에게 했던 약속을 저버려 병사들이 크게 억울해했다.

## 수 제국의 붕괴
화북에서 민란이 잦아짐에도 불구하고 (또는 민란이 잦아졌기 때문에) 양제는 장안성이나 낙양성으로 돌아가지 않고 616년 가을 강도(오늘날의 강소성 양주시)로 갔다. 양제가 낙양성을 버리자 낙양 근교에서 양현감의 옛 동료 이밀이 거병하여 위(魏)공을 참칭했다. 이밀은 군웅할거 초기 가장 유력한 차기 대권주자로 생각되었지만 낙양성 공략에 실패하면서 경쟁에서 탈락하고, 황제를 참칭하지도 못했다.
한편 양의신은 황하 이북의 반란군을 진압하는 데 다소의 성과를 거두었다. 하지만 양제와 우세기는 양의신이 군대의 인망을 얻는 것을 두려워해 승진을 핑계로 양의신을 소환했다. 양의신이 소환된 뒤 황하 이북의 반란은 다시 악화되었으며, 여러 세력들이 이합집산 끝에 두건덕의 거대 세력으로 단일화된다.
617년이 되면 이미 많은 반란군들이 거병하여 제국 곳곳을 갈라먹고 군벌로 행세하는 형국이 되었는데, 대표적인 군벌로 다음과 같은 이들이 있다.
- 두복위: 농민 출신. 오늘날의 안휘성 북부 점유.
- 고개도: 농민 출신. 오늘날의 화북성 북쪽 끝 점유.
- 양사도: 농민 출신. 오늘날의 내몽골 점유. 양(梁) 황제를 참칭.
- 이궤: 수나라 관료 출신. 오늘날의 감숙성 중서부 점유. 양(涼)왕을 참칭.
- 이연: 수나라 관료 출신. 수 양제의 사촌. 오늘날의 섬서성 중부를 점유. 양제의 손자 진왕 양유를 황제로 옹립하겠다고 주장.
- 임사홍: 농민 출신. 오늘날의 강서성, 광동성 일대를 점유. 초(楚) 황제를 참칭.
- 유무주: 농민 출신. 오늘날의 산서성 일대를 점유. 정양(定楊) 카간을 참칭.
- 나예: 수나라 군인 출신. 오늘날의 북경 일대를 점유.
- 소선: 수나라 관료 출신. 후량 선제의 손자. 오늘날의 호북성, 호남성, 광서성 일대를 점유. 양(梁) 황제를 참칭.
- 설거: 농민 출신. 오늘날의 감숙성 동부와 섬서성 서부를 점유. 서진(西秦) 패왕을 참칭.
- 주찬: 수나라 관료 출신. 호남성 남부와 섬서성 북부 일대를 방랑. 가루다왕(迦楼羅王)을 참칭했다가 이후 초 황제를 참칭.

이연, 유무주, 양사도, 두건덕, 고개도 등은 시비 카간에게 형식적으로 신속하고 동돌궐의 지원을 받았다. 이 때 시비 카간은 한족들의 분열이 유지되기를 바랬던 것 같다. 617년 겨울 이연이 장안성을 함락시키고 양유(楊侑)를 수 공제로 즉위시키고 양제는 퇴위, 태상황이 되었다고 선언했다. 하지만 이것은 이연의 점유 지역에서만 통했고, 나머지 지역에서는 여전히 양제가 수 제국의 황제로 받아들여졌다. 이연은 공제의 섭정이자 당(唐)왕이 되었다.

수당교체기 황실 가계도. 수 황실과 당 황실은 친인척 관계다.

## 양제 시해와 당 제국 건국

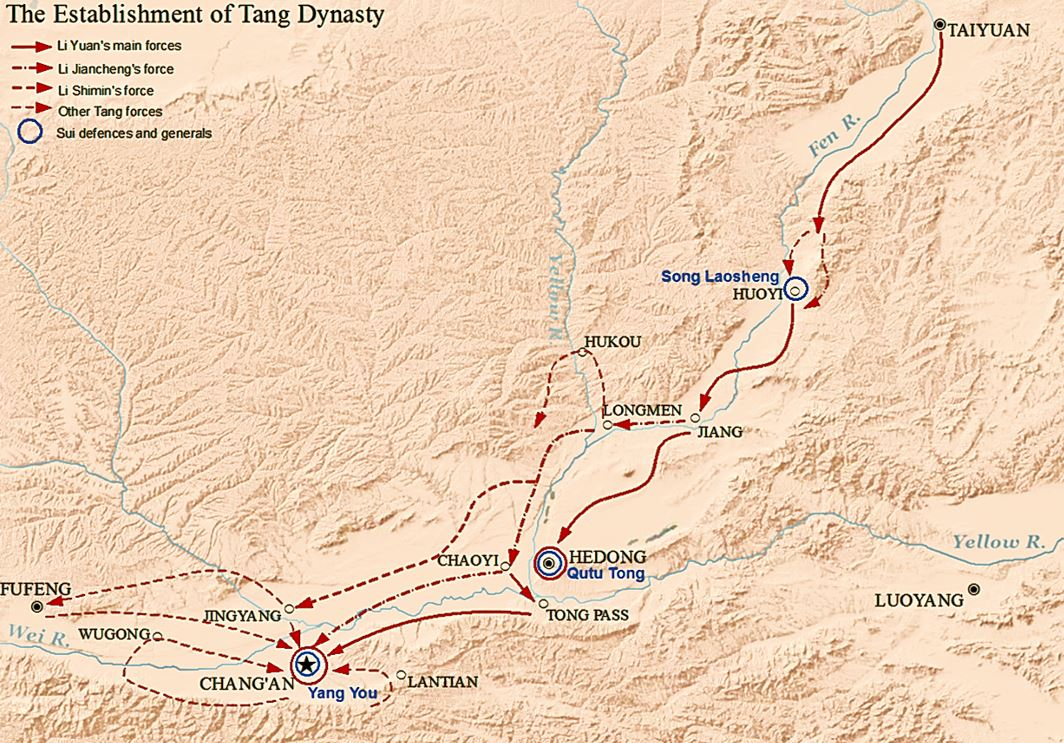
이연 세력의 당 건국 과정을 보여주는 지도.

제국이 무너지고 있는 사이 양제는 친위대 효과군(驍果軍)의 경호를 받으며 강도에 틀어박혀 있었다. 양제는 왕세충을 낙양성으로 파견해 이밀의 공격을 방어하게 했다. 화북으로 돌아가고 싶지 않아진 양제는 단양(오늘날의 강소성 남경)으로 수도를 옮기기로 했다. 그러나 효과군 병사들은 대부분 화북 출신이라 이 결정에 불만을 갖고 탈영하기 시작했다. 탈영하다 잡힌 병사들은 양제에게 가혹한 처벌을 당했다. 두려워진 효과군이 작당하여 우문술의 아들 우문화급을 지도자로 반란을 일으켰다. 618년 봄, 양제는 효과군에게 살해당했다. 우문화급은 양제의 조카 진(秦)왕 양호(楊浩)를 황제로 옹립하고 그 섭정이 되었다. 우문화급은 강도를 버리고 효과군을 이끌고 북상했다.
양제가 죽었다는 소식이 곧 제국 전역으로 퍼졌다. 장안성의 이연은 공제에게 선양을 받고 황제가 되어 당 황조를 개창했다. 낙양에서는 관료 7명이 양제의 다른 손자 월(越)왕 양동(楊侗)을 황제로 옹립했다. 이 때만 해도 많은 군현들에서는 양동을 정통 황제로 인식했다. 낙양성 안의 수 황조 잔당과 낙양성을 공격하던 이밀 모두 우문화급의 북상을 위협적으로 여기고, 우문화급을 막기 위해 이밀이 양동을 황제로 인정하고 일시적으로 동맹했다. 하지만 이밀이 우문화급을 격퇴하자 왕세충이 동맹을 깨고 양동의 섭정이 되었다. 그해 말 왕세충은 이밀을 기습해 그 군세를 와해시켰고(언사 전투), 이밀은 당 황조에 항복했다. 이후 이밀은 당에서 이탈하여 재독립을 꾀하다 잡혀 죽었다.
한편 618년 초 설거가 죽고 그 아들 설인고가 그 세력을 계승했다. 이연의 아들 진(秦)왕 이세민이 설인고를 무찌르고 잡아 죽임으로써 설씨의 서진이 당에 흡수되었다. 한편 우문화급은 양호를 독살하고 황제를 참칭했다가 두건덕에게 패해 죽고, 두건덕은 황하 이북을 거의 통일했다. 하지만 북경 일대의 나예를 굴복시키는 데 실패했고, 나예는 당에 항복한다. 주찬은 자기 영지에서 학정을 펼쳐 백성들의 이반이 일어나자 왕세충이 이끄는 수 잔당과 당 사이를 저울질한 끝에 왕세충에게 항복한다. 이 모든 일이 비슷한 시기에 일어났다.
619년, 왕세충이 양동에게 선양받아 정(鄭) 황제를 참칭함으로써 수는 그 잔당 세력까지 모두 멸망했다.

## 재통일
비슷한 시기 이궤의 부하 안흥귀가 쿠데타를 일으켜 이궤를 몰아내고 양 땅을 당에 바치며 항복했다. 한편 유무주가 남하하여 산서성 일대를 공격하자 당은 다른 전선에서 새로운 위협을 받게 되었다. 유무주는 거의 당의 수도 장안성까지 육박할 태세였다. 같은 시기, 양제 사망 이후 혼란에 빠져 있던 장강(양자강) 하류 지역은 세 명의 군벌로 상황이 압축되었다. 수 관료 출신으로 양자강 남안을 점유하고 양(梁)왕을 참칭한 침법흥, 농민 출신으로 강도 일대를 점유하고 오(吳) 황제를 참칭한 이자통, 그리고 농민 출신으로 안휘성 북부를 점유한 두복위가 그 셋이었다. 이 중 두복위는 당에 항복하고 오왕에 봉해졌다.
619년 말, 이세민이 이끄는 당군이 유무주에게 역습을 개시했다. 620년 여름 이세민이 유무주를 무찌르고 유무주는 자기 땅을 버리고 동돌궐로 도망갔다. 유무주의 정양국은 당에 흡수되었다.
유무주를 꺾은 이세민은 왕세충의 정국을 다음 목표로 잡았다. 이세민이 정의 수도 낙양성까지 진격해 공성하자 정의 많은 읍성들이 당에 항복했다. 왕세충은 하(夏)왕을 참칭한 두건덕에게 도움을 청했다. 정국이 멸망하면 자신의 하국이 다음이 될 것임을 안 두건덕은 동의하여 낙양을 향해 남진했다. 같은 시기, 두복위는 이연에게 이씨 성을 하사받고 이복위가 되었다. 이복위가 이자통을 무찌르자 이자통은 세력을 만회하기 위해 침법흥을 공격해 자살케 하고 침법흥의 점령지를 자기 것으로 삼았다. 이로써 강남 지역에서는 이자통이 침법흥의 양국을 점령하고, 이복위가 이자통의 오국을 점령한 형국이 되었다.
621년 봄, 두건덕이 남하하자 이세민은 동진하여 호뢰관에 진을 쳤다. 두건덕과 이세민이 여기서 결전을 벌여(호뢰 전투) 이세민이 승리하고 두건덕은 포로로 잡혔다. 왕세충은 싸우지도 않고 항복했다. 이연은 두건덕은 참형에 처하고 왕세충은 귀양 보냈다. 왕세충은 나중에 당 장수 독고수덕에게 살해당하는데, 이는 독고수덕의 아버지가 왕세충에게 처형되었기 때문이다. 왕세충의 정국과 두건덕의 하국이 당에 흡수되었지만, 하국의 대부분은 두건덕의 부하 유흑달이 그 세력을 이어받아 항전을 계속했다. 유흑달은 하동(夏東)왕을 참칭했다. 한편 오늘날의 산동성을 점유하던 민란 지도자 서원랑은 처음에는 정에 귀부했고 왕세충이 당에 항복하면서 이제 당을 섬기게 되었는데, 유흑달과 함께 거병하여 노(魯)왕을 참칭했다.
621년, 이연의 조카 조(趙)군왕 이효공이 소선의 양국을 공격, 양의 수도 강릉을 포위 공성했다. 소선은 구원군이 오고 있는 줄을 모르고 항복했으며, 소선의 양국은 대부분 당에 흡수되었지만 소선의 군대는 임사홍에게 항복했다. 같은 시기 이복위가 이자통을 완전히 항복시켰고 오국이 당에 흡수되었다.
622년 봄, 이세민이 유흑달을 무찌르고 유흑달은 동돌궐로 도망갔다. 하지만 유흑달은 그해 말 동돌궐 지원군과 함께 다시 중국으로 돌아와 하국 땅을 재점령했다. 622년 겨울, 이세민의 형 태자 이건성이 유흑달을 재차 무찔렀다. 623년 봄 유흑달은 도피하다가 부하 제갈덕위에게 배신당하여 이건성에게 잡혀 죽었다. 한편 그 전에 임사홍이 죽었다. 임사홍이 죽자 초국은 저절로 해체되었고, 영토 안의 읍성들은 스스로 당에 귀부했다. 유흑달이 죽은 직후 서원량 역시 당군에 패퇴를 거듭하다 전사했다. 이 시점에서 남은 군벌은 북쪽 끝 국경 근처의 양사도와 고개도밖에 남지 않았으니 사실상 당 황조의 기치 아래 재통일이 이루어졌다고 볼 수 있다.
623년 봄, 이복위의 부하 보공석이 단양성에서 반란을 일으켰다. 보공석은 송(宋) 황제를 참칭하고 과거 이복위가 점유했던 영역을 영토로 삼았다. 624년, 이효공이 보공석을 무찌르고 잡아 죽임으로써 송국은 다시 당의 영토로 복귀했다. 한편 고개도는 부하 장금수가 쿠데타를 일으켜 자살하고, 고개도의 연국도 당에 흡수되었다.
양사도는 동돌궐의 지원을 받아 당의 공격을 막아내고 있었다. 그러던 중 626년 이세민이 형 태자 이건성과 동생 제왕 이원길을 잡아 죽이는 쿠데타를 일으켰고(현무문의 변), 이연은 제위를 아들 이세민에게 넘겨주었다. 628년, 동돌궐에 내분이 일어나 지알리 카간(시비 카간의 동생)과 툴리 칸(시비 카간의 아들) 사이에 내전이 벌어졌다. 이 통에 돌궐은 양사도를 더 이상 도와줄 수 없게 되었고, 그 틈을 타 당이 공격해오자 양사도의 사촌 양락인이 양사도를 죽이고 항복했다. 이로써 중원은 당 태종 이세민에 의해 재통일되었다.